# Palazzo del Governo (Benevent)

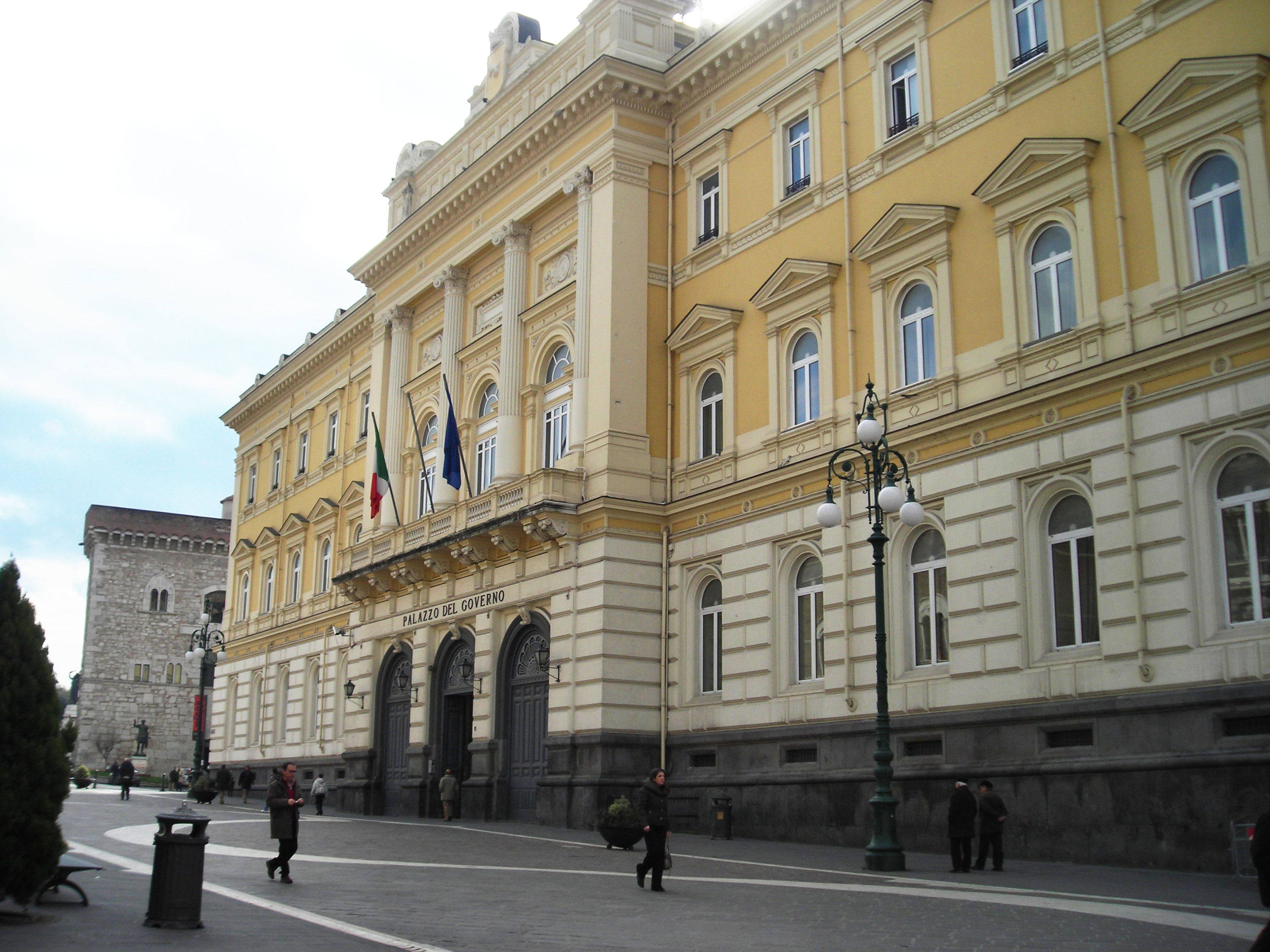
Palazzo del Governo in Benevent, Hauptfassade

Der Palazzo del Governo (dt.: Regierungspalast) ist ein Palast aus dem Ende des 19. und Beginn des 20. Jahrhunderts in Benevent in der italienischen Region Kampanien. Er liegt am Corso Giuseppe Garibaldi, 1, neben der Rocca dei Rettori. Dort sind die Präfektur und das Museo Arcos, ein Museum für zeitgenössische Kunst, untergebracht.

## Geschichte
Nach der Gründung der neuen Provinz Benevent am 25. Oktober 1860 im entstehenden Königreich Italien genehmigte die Provinzdelegation von Benevent Ende 1886 den Bau des Gebäudes als Sitz der neuen Institution. Die Erwartungen der Menschen in Benevent, die in diesen Jahren auf die Wiedergeburt einer Verwaltungseinheit, die dem antiken Samnium entsprach, hofften, schienen sich im Laufe der 1890er-Jahre verwirklichen zu können, als unter den Regierungen unter den von Francesco Crispi geleiteten Regierungen der Vorschlag der Gründung von 50 Distrikten als Nachfolger der 69 bereits existierenden Provinzen aufkam, wobei verschiedene Gebiete zusammengeführt werden sollten. Im Gebiet von Benevent wurde dieser Vorschlag als Versuch interpretiert, eine vermeintliche „Region Samnium“ mit der Hauptstadt Benevent zu installieren, deren Institutionen im Palazzo del Governo, der damals gerade errichtet wurde, untergebracht werden sollten. Dem Vorschlag Crispis folgte aber dessen vierte und letzte Regierung wegen der Niederlage in der Schlacht von Adua nicht.
Trotzdem wurde die Ausschreibung von der Provinzbehörde durchgeführt und der Bau des imposanten Palastes am 20. November 1895 begonnen: Der Architekt Pietro Paolo Quaglia erstellte das Projekt und ihm wurde auch die Leitung der Arbeiten übertragen. Die Arbeiten wurden aber mehrfach unterbrochen: Zuerst durch den Tod von Quaglia (30. Januar 1898), dem als verantwortlicher Bauingenieur Raffaele Canevari nachfolgte, der aber im Jahre 1900 ebenfalls starb. Daher wurde Bau am 28. Juni 1901 erneut gestoppt und am 24. Mai 1904 unter der Leitung von Nicola Breglia erneut aufgenommen, was einige Projektänderungen mit sich brachte. 1909 wurde der Bau abgeschlossen und am 25. Oktober 1910 konnte der Palast in glücklicher Übereinstimmung mit den Feierlichkeiten zum 50. Jahrestag der Einigung Italiens und der Gründung der Provinz Benevent (Ende 1910 – Anfang 1911) eingeweiht werden.
In der Zeit des Faschismus waren dort die Regierungsbehörden untergebracht und seit damals und bis heute ist der Palast Sitz der Präfektur. Ende des 20. Jahrhunderts wurde der Palazzo del Governo umgebaut. Seit 2003 gehört er der Republik Italien, mit Ausnahme des Tiefparterres, das weiterhin der Provinz Benevent gehört und in dem seit 2005 das ‚‚Museo Arcos‘‘ seinen Sitz hat.

## Beschreibung
Der Palast bedeckt eine Fläche von 74 Metern × 43 Metern und hat zwei Innenhöfe. Er hat drei Vollgeschosse und ein Tiefparterre.
Die von Quaglia projektierte Fassade im Stile der Neurenaissance wurde durch Breglia in der Mitte mit einem mit Säulen versehenen Vorbau bereichert. Auch die breite Zangentreppe, die zum Vestibül im Obergeschoss führt, ist enthalten.
Beim letzten Umbau wurde der Palast an seine neuen Aufgaben als Bürogebäude angepasst, wodurch er geräumiger und einfacher wurde.